# Popowo Kościelne (przystanek kolejowy)
Popowo Kościelne – przystanek kolejowy w Popowie Kościelnym na nieczynnej linii kolejowej nr 385 Janowiec Wielkopolski - Skoki, w województwie wielkopolskim.